# Andrzej Ciechomski
Andrzej Ciechomski herbu Wąż zwany Szczubią, (1413 – 1457) z Ciechomic – Wojewoda mazowiecki, wojewoda rawski oraz kasztelan gostyniński.
Kazimierz IV Jagiellończyk pozwolił wykupić mu wieś Topólno.